# Сінйо
Сінйо (яп. 神鷹 — божественний яструб) — японський ескортний авіаносець часів Другої світової війни.

## Історія створення
Збудований в 1935 році в Німеччині як океанський лайнер «Шарнгорст». Початок війни застав корабель у Кобе. 7 лютого 1942 року німецькі власники продали корабель уряду Японії. Передбачалось використання корабля як військового транспорту. Але після битви за Мідвей лайнер вирішили переобладнати в ескортний авіаносець. Його перейменували в «Сінйо» та перевели на верф Куре.
Конструкція «Сінйо» була типовою для японських ескортних авіаносців: одноярусний ангар, легка політна палуба (180х24,5 м), два підйомники, відсутність катапульти та аерофінішера, а також будь-якого захисту (крім бетонної огорожі бомбових погребів та цистерн з бензином). Але, на відміну від попередників, «Сінйо» був обладнаний булями, які покращували остійність та забезпечували певний протиторпедний захист.
Авіаносець мав радар з антеною на верхній палубі по правому борту. Кількість стволів 25-мм зенітних автоматів на початку 1944 року була збільшена до 42, влітку — до 52.

## Бойове використання
Через необхідність заміни котлів «Сінйо» вступив у стрій тільки через пів року після закінчення перебудови (в липні 1944 року). Він супроводжував конвої між Японією, Філіппінами та Сінгапуром.
17 листопада 1944 року при супроводженні конвою «Сінйо» був атакований американським підводним човном «Спейдфіш». У кормову частину корабля влучили 4 торпеди, внаслідок чого він швидко затонув.